# Delta Biserne reke
Metropolitanska regija delte Biserne reke (PRD; kitajščina: 珠江三角洲城市圈; pinjin Zhūjiāng Sānjiǎozhōu Chéngshìquān; Jyutping: Zyu¹gong¹ Saam¹gok³zau¹ Sing⁴si⁵hyun¹; portugalščina Delta do Rio das Pérolas (DRP)) je nižinsko območje, ki obdaja izliv Biserne reke, kjer se ta izliva v Južnokitajsko morje. Regija, ki se v uradnih dokumentih imenuje Guangdong-Hongkong-Macao Greater Bay Area, je ena najbolj gosto poseljenih in urbaniziranih regij na svetu in jo številni učenjaki obravnavajo kot velemesto. Trenutno je najbogatejša regija na jugu Kitajske in ena najbogatejših regij na Kitajskem skupaj z delto reke Jangce na vzhodu Kitajske in Džingdžinji na severu Kitajske. Večina regije je del ekonomske cone delte Biserne reke, ki je posebna gospodarska cona Kitajske.
Regija je megalopolis in je na južnem koncu večjega megalopolisa, ki poteka vzdolž južne obale Kitajske in vključuje metropole, kot so Čaošan, Džangdžou-Šjamen, Čuandžou-Putian in Fudžou. Devet največjih mest PRD je imelo konec leta 2013 skupno 57,15 milijona prebivalcev, kar je predstavljalo 53,69 % prebivalstva province. Po podatkih skupine Svetovne banke je PRD postalo največje urbano območje na svetu tako po velikosti kot po številu prebivalcev. Tradicionalni jezik regije je kantonščina; v poznem 20. stoletju in v 21. stoletju je zaradi velikega priliva delavcev migrantov, ki prihajajo iz drugih regij, mandarinščina postopoma postala lingua franca.